# Каллиник (экзарх Равенны)
Каллиник (греч. Καλλίνικος) — экзарх Равенны в 598—603 годах.
В 599 году Каллиник заключил мир с королём лангобардов Агилульфом, также отразил славянский набег на Истрию. Два года спустя сам Каллиник спровоцировал лангобардов на возобновление боевых действий, за что был отозван в Константинополь.
Новым экзархом был назначен Смарагд, занимавший ранее эту должность.
.